# Bogø Kostskole
Bogø Kostskole (forkortet: BK) er en privat dag- og efterskole på den lille ø, Bogø. Bogø befinder sig mellem Sjælland, Møn og Falster. BK er medlem af organisationen Danmarks Private Skoler.

## BKs struktur
BK er en paraplyorganisation, som bestod af tre forskellige skoler, der tilbyder undervisning til børn og teenagere på forskellige niveauer:
- Bogø Dagskole omfatter årgangene 0. klasse til 10. klasse[2]
- Bogø Kostskole rummede 6. til 10. klasse[3]
- Idrætsefterskolen Grønsund (forkortet: IEG) indeholder 9. til 10. klasse[4]

Bogø Dagskoles indskoling "er placeret i en skolebygning, der fysisk ligger et par kilometer fra den øvrige skole."
BKs tidligere elever kan vælge at melde sig ind i Bogø Samfundet.

## Af BKs historie
Bogø Kostskole (med det oprindelige navn Bogø Kost- og Realskole) blev oprettet som drengeskole den 1. september 1887 af forstander Kristian Wad og folketingsmedlem Christen Berg, der boede på Bogø. Kostskolen havde i starten til huse på Bogø Navigationsskole, men i 1893 blev der bygget en ny skole på den nuværende beliggenhed.

### Borgen
BKs oprindelige bygning, "Borgen", er bygget i 1893 blev i 1903 suppleret med vestre tårn og en gymnastiksal, i 1908 med nordre tårn, i 1914 med søndre tårn og i 2004 med endnu et mindre, nordre tårn. 2018-19 foregik endnu en større udvidelse af Borgen. Siden 1992 har Idrætsefterskolen Grønsund (IEG) haft til huse BKs oprindelige bygning, Borgen.

### Flere skoler
Bogø Kostskole udbød i en årrække 2-årigt studenterkursus som gymnasial overbygning til realskolen.
Bogø Kostskole var i sine første 100 år ejet af forstanderen, men har siden den 1. januar 1988 haft status som en uafhængig, selvejende undervisningsinstitution. Idrætsefterskolen Grønsund (IEG) blev tilknyttet den selvejende institution i 1992.
Skolen udbygges løbende efter behov. I perioden 1975 til 2010 er der bygget en ny skolebygning, boafdelinger til kostelever samt et ridecenter.
I 2005 havde BK i alt 76 elever, mens elevtallet i 2014 var steget til 272.
Siden 2019 har BK en antimobbestrategi for elevernes skyld; antimobbestrategien omfatter både dag- og kostskolen samt efterskolen.
I 2023 meldte BKs ledelse ud, at ledelsen har besluttet, at kostafdelingen skal lukke fra sommeren 2024. For der ville være for få elever til at kunne opretholde kostafdelingen driftsøkonomisk.

## Bogø Kostskoles forstandere
- Kristian Wad (1887 – 1920)
- H.B. Kragh (1920 – 43)
- Carl Overgaard (1943 – 60)
- Torben F. Jørgensen[21] (1960 – 88) var modstandsmand under besættelsen.
- Benny Knudsen[22] (1988 – 2005) var samtidig også medlem af Møn Kommunes byråd.
- Jørn Søllingvraa[23] og Peter Mikkelsen[24] (2005 – 15), der begge var viceforstander for hhv. Bogø Koskole og IEG, mens Benny Knudsen var forstander.
- Tinella Lykke Svarrer[25] (2016 – 2022), den eneste kvindelige forstander
- Kresten Fjord Nielsen[26] (få måneder i 2022), konstitueret forstander
- Jimmy Albrechtsen[27] (siden d. 1. oktober 2022)